# Cầu Tư Hiền
Cầu Tư Hiền là một cây cầu bắc qua cửa biển Tư Hiền trên phá Tam Giang - Cầu Hai tại huyện Phú Lộc, thành phố Huế, Việt Nam.
Cầu là một phần của tuyến đường Quốc lộ 49B chạy ven biển thành phố Huế, nối liền hai xã Lộc Bình và Vinh Hiền thuộc huyện Phú Lộc.
Cầu Tư Hiền được thiết kế vĩnh cửu bằng bê tông cốt thép dự ứng lực, có chiều dài 915,45 m, chiều rộng 12 m. Tĩnh không thông thuyền của cầu cao 9 m, rộng 60 m.
Công trình được khởi công xây dựng vào ngày 17 tháng 7 năm 2004 và khánh thành ngày 24 tháng 12 năm 2007.